# Demografie
Demografie (Oudgrieks: δῆμος volk, γράφω beschrijven; bevolkingsbeschrijving) of bevolkingsleer is de wetenschap die de kwantitatieve aspecten van de bevolking bestudeert. Een demograaf onderzoekt de samenstelling van de bevolking naar bijvoorbeeld leeftijd, geslacht, nationaliteit, etniciteit en beroep. Een dergelijke studie raakt sociale wetenschappen als geografie, sociologie, antropologie en geschiedenis, maar ook exacte wetenschappen als statistiek en wiskunde.
Demografie behelst de studie van de omvang, structuur en spreiding van de bevolking, en hoe de bevolking in de tijd verandert door geboorten, sterfgevallen, migratie en veroudering. De demografische analyse kan op de gehele maatschappij, of op specifieke groepen betrekking hebben. Dergelijke groepen worden demografisch gedefinieerd door bijvoorbeeld het genoten onderwijs, nationaliteit, godsdienst, of door het behoren tot een bepaalde etniciteit.

## Gegevens en methodes
Demografie baseert zich op het gebruik van grote hoeveelheden gegevens, waaronder tellingen en verslagen van geboorten, huwelijken en sterfgevallen. De vroegste moderne telling werd uitgevoerd in Groot-Brittannië in 1801. Zie ook demografische statistiek.
In veel landen, in het bijzonder in de derde wereld, zijn betrouwbare demografische gegevens vaak moeilijk te verkrijgen. Zo werd in de jaren 1980 de bevolking van Nigeria grof geschat op 110 miljoen, terwijl een volkstelling in 1991 het getal van 89 miljoen Nigeriaanse inwoners opleverde.

## Belangrijke concepten
Belangrijke concepten in de demografie zijn:
- bruto geboortecijfer, het jaarlijkse aantal levendgeborenen per duizend mensen
- algemene geboortecijfer, het jaarlijkse aantal levendgeborenen per 1000 vruchtbare vrouwen, vaak vastgesteld op de leeftijdscategorie van 15 tot 44 jaar oud
- leeftijdsspecifieke geboortecijfers, het jaarlijkse aantal levendgeborenen per 1000 vrouwen in specifieke leeftijdsgroepen (gewoonlijk leeftijden 15-19, 20-24, enz.)
- reproductiecoëfficiënt, het aantal kinderen dat gemiddeld per vrouw wordt geboren. In de ontwikkelde landen moet deze coëfficiënt 2,1 bedragen om een stabiel bevolkingsaantal te behouden
- bruto sterftecijfer, het jaarlijkse aantal sterfgevallen per 1000 mensen die ergens in een land of gebied wonen
- zuigelingssterftecijfer, het jaarlijkse aantal sterfgevallen van kinderen jonger dan een jaar oud per duizend levendgeborenen
- levensverwachting, het aantal jaren dat een individu op een bepaalde leeftijd kan verwachten te leven gegeven de huidige sterftecijfers
- denataliteit, een periode van lage geboortecijfers in een land of een gebied
- geboortegolf, een periode van hoge geboortecijfers in een land of een gebied
- immigratie, de toename van de bevolking door verhuizing vanuit een ander land of gebied
- emigratie, de afname van de bevolking door verhuizing naar een ander land of gebied
- bevolkingspiramide, staafdiagram van de bevolking naar leeftijd en geslacht
- cohort: een groep personen die in eenzelfde periode zijn geboren, of eenzelfde (demografische) gebeurtenis heeft meegemaakt.[1]

## Geschiedenis
Tot de vroegste bijdragers aan de demografie behoort de negentiende-eeuwse Engelsman Thomas Malthus. Malthus stelde dat de bevolking aan exponentiële groei onderworpen zou zijn. Hij vreesde dat de bevolkingstoename de groei in voedselproductie zou overtreffen en zo door het door hemzelf geformuleerde 'Malthusiaans plafond' zou breken. Dit zou tot steeds grotere hongersnood en armoede leiden: de Malthusiaanse catastrofe. Malthus wordt gezien als de intellectuele vader van het concept overbevolking. Later werden verfijndere, realistischere demografische modellen voorgesteld door onder meer Gompertz en Pierre-François Verhulst.

## Soorten demografie
- formele demografie: het analyseren en structureren van de bevolkingsgegevens en op basis ervan een prognose opstellen.
- historische demografie: het bestuderen de bevolkingsgegevens en migratiesaldo's uit het verleden.
- paleodemografie: demografie van mensen en mensachtigen in de prehistorie.
- sociale demografie: het onderzoeken van de oorzaken en verklaringen van een proces en de gevolgen voor de maatschappij

## Bekende demografen
- Alfred Sauvy
- Thomas Malthus